# Más sabe El Diablo
Más sabe El diablo (L'Ange du diable, El diablo) est une telenovela américaine en langue espagnole diffusée entre le 25 mai 2009 et le 12 février 2010 sur la chaîne de télévision hispanophone Telemundo.
C'est une adaptation de la série télévisée colombienne ¿Por qué diablos? (en).
En France, elle a été diffusée sur la chaîne France Ô en 2010 puis rediffusée en 2013 et en Outre-Mer sur le réseau RFO. Elle a aussi été diffusée sur la chaîne IDF1. Au Maroc, sur la chaîne 2M en 2010.
Elle est diffusée entre le 1er mai 2020 et le 11 janvier 2021 sur Novelas TV.

## Résumé
En 1986, au Mexique, Esperanza Salvador, une adolescente orpheline, est domestique dans la famille Acero, une famille qui se donne de l'importance aux yeux de tous. Elle est éperdument amoureuse du fils préféré de la mère, Martín qui est sur le point de partir faire ses études à New York où il sera aidé par la famille Dávila. À l'annonce de sa grossesse, Esperanza est renvoyée de la maison par la mère qui l'insulte et qui tente de la faire avorter. Esperanza refuse mais est tout de même emmenée de force chez un gynécologue. Persuadée que Martín a rompu de force, elle n'avorte pas comme cela avait été convenu et cherche à le contacter sans succès.
Recrutée comme femme de ménage chez le consul du Mexique à Miami, Esperanza s'envole pour les États-Unis. Peu après son installation, elle s'enfuit pour New York où elle s'imagine retrouver facilement Martín. Elle accouche sur le quai du métro grâce à Sandro Beltràn qui lui trouve du travail dans le bar de Léon, son cousin. Après 23 ans d'espoir, la mère d'Ángel découvrira, consternée, l'arrogance et la misogynie de l'homme tant fantasmé qu'elle aima autrefois.
À New York, Ángel Salvador, fils unique d'une mexicaine sans-papiers, a été incarcéré pour vol, coups et blessures. Grâce à la détermination de son avocate Manuela Dávila, qui croit beaucoup en sa réinsertion, il est libéré en conditionnelle au bout d'un an et demi. La jeune femme souhaite vraiment accompagner Ángel dans sa nouvelle vie.
Ángel grandit dans le quartier, de même que ses amis d'enfance dont Grégorio, Cachorro, Topo, Moncho, Caucho et Ranco. Eux tous travaillent pour le père de Cachorro, Léon, qui leur demande de voler pour un certain Hierro qu'ils ne connaissent pas.
Perla Beltràn, la fille de Sandro Beltràn est enceinte de Grégorio. Grégorio est celui qui a tiré sur le détective Cardona père. Hierro demanda à Léon de supprimer Grégorio pour ne pas avoir de problèmes...
Quelques minutes avant l'accouchement de Perla, le détective Cardona et Grégorio entament une course poursuite à pied où tous deux se tirent dessus. Blessé à la jambe, Grégorio se réfugie à l'arrière de l'hôpital d'où le voit Cachorro. Cachorro tue Grégorio à l'aide de son arme et s'enfuit avec les affaires de ce dernier.
De retour dans son quartier où on le surnomme Diablo, il est accueilli par León Beltrán, son chef de gang et par la bande. Léon lui demande de se préparer à un nouveau vol mais Ángel refuse. Léon essaie par tous les moyens de le convaincre. Léon rappelle qu'il a beaucoup aidé sa mère pendant son incarcération et qu'elle travaille désormais dans son bar et non plus à l'hôtel. En réalité, elle travaille au noir dans le bar de Léon. Léon estime sa générosité à 60 000 $. Ángel négocie sans succès et finalement décide de continuer à voler pour rembourser sa dette à Léon. Il prévient Léon qu'il arrêtera dès que sa dette sera remboursée.
Lors d'un gala de charité organisé par la mère de Manuela (mettant des bijoux aux enchères), le cambriolage planifié par Diablo sur l'ordre d'un certain Hierro tourne mal. Le détective Cardona (père) meurt dans la fusillade d'une balle de Grégorio. Son fils Jimmy Cardona enquête, de façon déterminée, sur cette affaire qui devait être la dernière de son père qui avait déjà droit à prendre sa retraite.
Ángel se trouve alors à devoir convaincre son avocate Manuela qu'il a bel et bien changé. Bien qu'ayant des sentiments pour elle, il est obligé de lui mentir.
Au fil des années, Martín Acero a gagné la confiance de son parrain Anibal Dávila, important chef d'entreprise de Manhattan et président du conglomérat, qui voit en lui son successeur. En réalité, Martín s'est imposé dans le monde des affaires grâce au blanchiment d'argent. Dans le milieu du grand banditisme on le connaît sous le pseudonyme de Hierro. Il n'est autre que le commanditaire des vols commis par la bande de León Beltrán. Martín s'attire la méfiance de Virginia, la fille d'Anibal. Martín va même profiter des disputes qu'elle entretient avec son père pour le tuer.
Alors qu'Anibal souffre d'un cancer et qu'il vient de se disputer à nouveau avec Virginia, Martín lui demande où sont les documents de la succession officielle. Confiant, Anibal lui confie où ils sont, Martin lui avoue alors que c'est lui le commanditaire du vol des bijoux aux enchères, qu'il est un grand voleur à l'origine de nombreux autres vols... Lorsqu'Anibal tente de parler, Martín prend un coussin et l'étouffe de toutes ses forces.
Virgina décide de découvrir ce que cache Martín. Mais Martín, malin, a déjà tout prévu. Mauricio Lineros qui est amoureux de Virginia l'entraîne à chercher de la drogue dans le quartier hispanique de Harlem où tous deux s'adonnaient à la drogue dans le passé. Après qu'il a demandé leur dose, des trafiquants vont le menacer. Il s'enfuit en laissant Virginia à la merci de ces trafiquants. Virgina est séquestrée par les deux trafiquants. Sous la menace de Jimmy, Mauricio avoue où il a laissé Virginia. Mauricio se fait tuer par l'homme de main de Martin, Carmelo, dans une ruelle. Jimmy et son équipe de policiers finissent par retrouver Virginia saine et sauve. Virginia et Jimmy se marient quelques semaines plus tard. Virginia tente de prouver à tout le monde qui est vraiment Martin et son ambition démesurée. Son mari Jimmy se fait accuser du meurtre de Mauricio.
C'est Martin qui le fait accuser injustement. Jimmy va en prison mais grâce à Angel et Topo déterminés à faire payer Martin, il réussit à s'évader. Jimmy était emprisonné dans la même prison que les gangsters qui avaient séquestré sa femme, Virginia. Manuela, l'autre fille d'Anibal est plus naïve et croit tout ce que Martin lui dit. Ils finissent par se marier car Martin en se mariant à Manuela, devient l'héritier officiel d'Anibal. Manuela et Martin vont se séparer dès qu'elle aura appris tous les méfaits de Martin.
Elle, Angel, Topo, Lucas, Horacio, Jimmy, Virginia et Ariana cherchent à faire tomber Martin. Martin, riche homme d'affaires puissant, se paie à des sommes extravagantes une prostituée appelée Marina. Le fils de Léon, Cachorro, lui est amoureux de Marina et ne veut que personne s'approche d'elle. Hierro finit par la retenir détenue dans un appartement qu'il lui a acheté. Marina, ayant déjà tenté une fois de s'évader de l'emprise de Martin, se fait constamment surveiller avec une puce que Martin a mis à son insu dans son téléphone. Cachorro et elle projettent de quitter le pays ensemble. Martin en rage, décide de la retrouver grâce à la puce sur son téléphone... Il finit par les retrouver et les tue chacun d'une balle.
Diablo et Hierro ignorent au début leur lien du sang. Mais lorsque Martin l'apprend, il décide de tuer son fils. Pour cela, il paie deux policiers corrompus. Mais l’opération échoue et Angel tombe à l'eau. En réalité, il est encore vivant mais personne ne le sait. Il est accueilli par Lucas un peintre, ami de Manuela, qui lui permet de reprendre des forces et de développer son talent de peintre sous le nom de Salvador Dominguez.
Après avoir appris qu'il est le fils de Hierro qui a voulu le tuer, il décide de se venger. Christian, le frère de Martin, qui réprouve sa conduite, décide de s'en aller en laissant une vidéo où il dévoile que son frère est assassin et un trafiquant de drogues et que si un jour, il est retrouvé mort, ce sera la faute de Martin. Carmelo s'en charge. Il tue Christian. Sa mère Graciela est effondrée car son fils Martin qu'elle a tant adoré a tué son propre frère.
À partir de ce moment-là, elle décide de ne plus approcher Martin. Martin va tenter de quitter le pays, démasqué par tous, il découvre que sa mère s'est suicidée. Carmelo, l'homme de main, voulait trahir Martin en tentant avec Léon de voler des millions mais ils se feront piéger.
Léon, ayant appris que Martin et Carmelo étaient à l'origine de la mort de son fils, va tenter de voler Martin tout seul en transférant son argent sur son compte au Panama. Mike et Sylvana débarquent à la taverne, fermée pour faillite. Il s'ensuit une fusillade : Carmelo tire sur Sylvana qui porte un gilet-par-balle, Mike tire sur Carmelo qui meurt sur le coup... Quant à Léon, il tente de s'enfuir mais un coup de poing d'Angel l'arrête net. Mike procède à l'arrestation de Léon. Angel trouve des preuves contre Martin avec l'aide de Topo, Jimmy et les Davila. Après le suicide de sa mère, Martin va tenter de prendre un avion privé mais l'avion tarde. Jimmy et Angel arrivent sur les lieux. Comment se terminera l'affrontement entre père et fils ?

## Distribution
- Gaby Espino : Manuela Dávila, avocate d'Ángel; fiancée de Mártin, sœur de Virginia, fille de Ariana et Aníbal Dávila
- Jencarlos Canela : Ángel Salvador, dit El Diablo – Salvador Dominguez, fils d'Esperanza, ami de Lucas
- Miguel Varoni : Martín Acero, dit El Hierro, veut récupérer le patrimoine de la famille Dávila, père d'Ángel
- Karla Monroig : Virginia Dávila épouse Cardona, vice-présidente du Conglomérat, fille d'Ariana et d'Aníbal Dávila, sœur de Manuela
- Carlos Camocho : Horacio Garcia, avocat d'Ángel, ami et collègue de Manuela
- Roberto Mateos : Léon Beltrán, complice de Martin, chef d'une bande de voleurs sous les ordres de Hierro, père de Cachorro, amoureux de Susy, chef de la taverne
- Jorge Luis Pila : Jimmy Cardona, policier, meilleur ami et collègue de Mike, mari de Virgiña, fils de Jaime Cardona
- Jeannette Lehr : Graciela Acero, mère des frères Acero
- Eva Tamargo : Ariana Dávila, femme d'Aníbal, mère des sœurs Dávila, organisatrice d'événements
- Leonardo Daniel : Aníbal Dávila, père des sœurs Dávila, homme d'affaires milliardaire, président du Conglomérat, mari d'Ariana
- Esperanza Rendon : Esperanza Salvador, mère d'Ángel, meilleure amie de Suzy, grand-mère du petit Daniel
- Angeline Moncayo : Marina Suárez/Mario, prostituée trans à la Taverne, va aimer Cachorro
- Michelle Vargas : Perla Beltrán, fille de Sandro et Susy Beltrán, petite amie de Grégorio, mère de Grégorio Jr
- Alexa Kuve : Suzana Beltrán, dite Suzy, mère de Perla, femme de Sandro, aimait Léon, meilleure amie d'Esperanza, travaille à la Taverne
- Raùl Arrieta : Mike Sánchez, policier, amoureux de Sylvana, collègue et meilleur ami de Jimmy
- Carlos Ferro : Grégorio Ramírez, meilleur ami d'Ángel, petit ami de Perla, père de Grégorio Jr, voleur dans la bande de Léon
- Juan Jimenez : Léon Beltrán Jr, dit Cachorro, voleur dans la bande de Léon, fils de Léon
- Alberto Salaberri : Mauricio Lineros, amoureux de Virgiña, se drogue, président d'une des entreprises du Conglomérat
- Cristian Carabias : José Del Carmen Frank, dit Topo, meilleur ami d'Ángel, voleur dans la bande de Léon , nouveau petit ami de Per la
- Carlos Pérez : Carmelo Gaëtan, homme à tout faire de Martín, tue les gens sur ordre de Martín
- Ezequiel Montalt : Christian Acero, frère de Martín, expert-comptable et vice-président de l'entreprise de Martín, fils de Graciela
- Tali Duclaud : Sylvana Santos, fille de Lucas, amie d'Ángel, adjointe de Mike.